# Jack Chaboud
Pour les articles homonymes, voir Chaboud.
Jack Chaboud, né à Lyon le 8 août 1943, est un écrivain français, auteur notamment de romans, d'ouvrages sur la franc-maçonnerie ainsi que de livres pour la jeunesse.

## Biographie
Jack Chaboud suit ses études secondaires au lycée du Parc à Lyon. Il est diplômé de l’Institut d'études politiques de Grenoble (IEPG) en 1966 et licencié ès lettres.
Après avoir travaillé dans l’industrie pétrolière, chargé de cours à l'IEPG et au CELSA, il  collabore à plusieurs journaux et agences rédactionnelles. Il devient directeur de collections de romans chez l'éditeur Magnard (jeunesse) ainsi que chez Plon (littérature générale).
Cofondateur de AFRANE (Amitiés franco-afghanes),, il est également membre du comité d'administration de l’Agence Rhône-Alpes pour le livre (ARALD) ainsi que du festival Quais du polar entre 2006 et 2012. Il fait partie du premier comité de soutien de Lire et faire lire, programme de lecture mis en œuvre par la Ligue de l’enseignement et l'Union nationale des associations familiales. De 1996 à 2004, il est membre des conseils d'administration de la Charte des auteurs et des illustrateurs jeunesse et rédacteur en chef des Nouvelles de cette association .
Il anime des ateliers d'écriture pour des collégiens lors de fêtes du livre.
Membre du Grand Orient de France au sein de la loge « La Sincère amitié 1782 » à Lyon, il est l'auteur de plusieurs ouvrages sur la franc-maçonnerie, il est également membre du comité de rédaction de Humanisme, revue publique du Grand Orient de France de 2000 à 2004.
En 2012, il signe la pétition de soutien des auteurs de romans policiers à Jean-Luc Mélenchon, candidat du Front de gauche à l'élection présidentielle.

## Principales publications

### Littérature générale
- La Diva dans l'abîme, Le Rocher, 1997.
- Le Petit Livre de la paresse, Le Rocher, 2000.
- La Diva dans l'énigme, Le Rocher, 2003.
- Sœurs lumineuses, Terre de Brume, 2011.
- Le Cavalier au cheval livide, Éditions de la Crypte, 2014.
- Le Signe de détresse, Dervy, 2018.

### Roman policier
- Le Tronc de la veuve, Dervy, 2014.

### Franc-maçonnerie et spiritualité
- Les Francs-maçons, ces bâtisseurs du temple intérieur, Aubéron, 1994.
- Paroles de francs-maçons, Albin Michel, collection « Carnets de Sagesse », 1996.
- La Franc-maçonnerie, histoire, mythes et réalité, Librio, 2004[10].
- Découverte de la franc-maçonnerie, Plon, collection « Petite bibliothèque des spiritualités », 2006.
- Tout comprendre sur la franc-maçonnerie, Hachette/Le Chêne, 2008.
- La Franc-maçonnerie, au-delà du secret, Éditions Chronique, 2010.
- Les Francs-maçons, Milan, collection « Les Archives de l'Histoire », 2012.
- 20 clés pour comprendre la franc-maçonnerie, Albin Michel, 2013.
- L'Ésotérisme pour les Nuls, First, 2015 et 2019[11].
- Le Mystère dévoilé et autres récits maçonniques, Éditions Complicités, collection « Symbolon », 2021.

### Œuvres pour la jeunesse
Jack Chaboud est l'auteur de nombreux ouvrages destinés à des publics d'enfants et d'adolescents.
- Sourire et le bouffon, dessins de Nicole Claveloux, Ipomée, 1984.
- Du balai, les sorcières, Nathan, 1984.
- La chanson du chasseur de chats, dessins de Stéphane Girel, Epigones. 1995.
- La malédiction de Toutanchaton, dessins de Stéphane Girel, Epigones. 1997.
- L'Énigme de la forêt d'Orient, Magnard, 1997.
- L'Ombre de Guignol, Magnard, 1998.
- Les Zig zag de Zigoto, Magnard, 1998.
- Le chat qui sourit jaune, dessins de Stéphane Girel, Epigones. 1999.
- Mystères à Morteau, avec Alain Surget, Grasset jeunesse, 2002.
- Sous les sables d'Afghanistan, Le Jasmin, 2004.
- Vladimir Poltron, vampire de 3{e} classe, dessins de Nicole Claveloux, Ipomée 1985. Réédition Grasset jeunesse, 2007.
- Les maléfices de Maléfa, dessins de Yann Autret. Magnard. 2006.
- Fabien, le maître des nuages, dessins d'Adrien Chapuis, Le Rocher/Lo Païs, 2007.
- Qui est Léopard Nicolos, Balivernes éditions, 2007.
- Le Mystère Léopard Nicolos, Balivernes éditions, 2008.
- L'Étrange visiteur du 8 décembre, Oskar jeunesse, 2008.
- La Terre des petits rieurs, Éditions CPE, 2008.
- Nicolos contre les hommes-léopards, Balivernes éditions, 2009.
- Les Petites Wimps, Oskar jeunesse, 2010.
- L'Homme à tête d'horloge, Balivernes éditions, 2010.
- Myrtille s'enfuit / Estella dans les étoiles, Izalou éditions, 2015.
- Rouge cuivre, Le Jasmin, 2015.
- Le Taureau footballeur, Éditions Lire c'est Partir, 2022.
- Qui a peur du Maskilili ?. Balivernes éditions. 2023.

### Bandes dessinées
- Illia, avec Kleda (Yvan Font), Futuropolis, 1988.
- La Crypte rouge, avec Jacques Armand, Éditions Une Idée Bizarre, 2012[13].

### Monographies
- L'essence sans plomb. Nathan. 1983.
- Quai des bulles, avec Dominique Dupuis, Éditions La Vie du Rail, 1985.
- Narration du 9°type, Eyrolles, 1991.
- La sécurité en entreprise. Avec JP Mouton. Dunod. 2000.

### Ouvrages collectifs, collaborations
- Le manuscrit du templier inconnu. Dans Mystères et diableries en Champagne-Ardenne. Le Coq à l'Ane. 1999.
- Le manuscrit trouvé à Reims. Dans Mystères, diableries et merveilles en Champagne-Ardenne. Le Coq à L'Ane. 2003.
- Petite brocante intime, nouvelles, collectif, avec Philippe et Martine Delerm, Michel Piquemal, Lisette Morival, Christian Robin, Didier et Anne Convard, Le Pré aux Clercs, 1999. Rééditions Pocket, 2000 et Flammarion, 2006.
- Petite géographie intime, nouvelles, collectif, avec Philippe et Martine Delerm, Lisette Morival, Christian Robin, Marie-Stéphane Chaboud, Didier et Anne Convard, Le Pré aux Clercs. 2001. Rééditions Pocket, 2002 et D'un Noir Si Bleu, 2009.
- Dan Brown et la parole perdue. Golias. 2011.
- « Les Frères de papier», dans Corto Maltese et les secrets de l'initiation, Musée de la franc-maçonnerie, 2012[14].
- Quinze dates clés de la Franc-maçonnerie, coordination d'un numéro hors série du Monde des Religions, 2015.
- Imaginaire, franc-maçonnerie et BD, dans La Franc-maçonnerie, Éditions BNF, 2016.
- L'Institut, nouvelle, collectif. P.U.G., 2018.
- Sur les chemins de l'esprit sain. Golias. 2023.